# Miguel Borja
Pour les articles homonymes, voir Borja.
Miguel Ángel Borja Hernández, dit Miguel Borja, né le 26 janvier 1993 à Tierralta en Colombie, est un footballeur international colombien, qui évolue au poste d'attaquant à River Plate.

## Biographie

### Les débuts en Colombie
Miguel Borja effectue à l'âge de 17 ans ses débuts professionnels, au Deportivo Cali, où il dispute une seule rencontre en Coupe contre le Sucre FC, le 29 juin 2011 (défaite 2-1). À la mi-saison, il rejoint le Cúcuta Deportivo. Le 24 novembre 2011, il fait ses débuts en Primera A contre l'Independiente Medellín (défaite 2-1). Il dispute seulement cinq rencontres.
La saison suivante, il rejoint le Cortuluá en Primera B, où il devient titulaire à la pointe de l'attaque de Cortuluá. Puis à la mi-saison 2013, il est prêté à La Equidad, et fait son retour en première division. Apres seulement deux rencontres, où il inscrit deux doublés contre l'Once Caldas et le Boyacá Chicó.

### La découverte de l'Europe
Le 1er septembre 2013, il s'engage officiellement avec l'AS Livourne Calcio pour un prêt payant de 150 mille d'euros assorti d'une option d'achat de 1,5 million d'euros. Le 20 octobre 2013, il fait ses débuts en Serie A contre la Sampdoria (défaite 2-1). Il dispute seulement 8 rencontres.
Après son passage en Italie, il est prête avec option d’achat au Club Olimpo en Primera División. Le 16 août 2014, il fait ses débuts en Primera División contre le Tigre (victoire 2-1). Puis, le 1er septembre, il inscrit son premier but en Primera División contre le CA Lanús (1-1). Le 16 novembre, il inscrit un but contre le River Plate (1-1).

### Retour en Colombie
En janvier 2015, il rejoint l'Independiente Santa Fe, et fait son retour en première division colombienne. Il inscrit 10 en 33 matchs de championnat. Le 9 décembre 2015, il remporte la Copa Sudamericana contre le club argentin de l'Huracán. À la fin de la saison, l'entraîneur Gerardo Pelusso, décide de ne pas compter sur lui pour la saison 2016.
Le 20 janvier 2016, il fait son retour à Cortuluá. Le 26 avril, il inscrit son premier triplé lors d'une victoire 3-1 contre l'Once Caldas. Il remporte le titre de meilleur buteur du tournoi d'ouverture avec 19 réalisations, et il a battu le record de Jackson Martínez avec ses 18 buts inscrits lors du tournoi de clôture en 2009. 

### Révélation à l'Atlético Nacional
Le 15 juin 2016, il rejoint l'Atlético Nacional. Il fait ses débuts le 6 juillet, où il marque les deux buts de la victoire dans la première manche de la demi-finale de la Copa Libertadores contre São Paulo FC au Morumbi.
Arrivé au club en demi-finale, le buteur a signé cinq réalisations qui ont fait de lui le finisseur le plus efficace de son équipe lors du tournoi. Le 27 juillet 2016, il est auteur du but décisif en finale, et remporte la Copa Libertadores contre le club équatorien de l'Independiente del Valle sur le score cumulé de 2-1. C'est le seul joueur colombien à avoir remporté les deux plus grands tournois de la CONMEBOL, et avec des équipes colombiennes. 
Le 26 octobre, il inscrit un triplé lors d'une victoire 3-1 contre le Coritiba FC, et assure une place en demi-finale de la Copa Sudamericana. Il termine deuxième de la Copa Sudamericana 2016 à la suite du crash de l'avion de l'équipe de Chapocoense. La CONMEBOL décerne le titre à Chapecoense.
Il remporte le titre de meilleur buteur de la Copa Sudamericana 2016 avec 6 réalisations. En décembre 2016, il participe à la Coupe du monde des clubs de la FIFA au Japon, où il finit à la troisième place (s'inclinant en demi-finale face à Kashima Antlers et battant en petite finale le Club América).

### Carrière internationale
Miguel Borja dispute la Coupe du monde des moins de 20 ans de 2013 en Turquie, jouant un total de deux matchs. Il dispute également le Tournoi de Toulon. Il fait partie de la liste des 18 joueurs colombiens sélectionnés pour disputer les Jeux olympiques d'été de 2016. Lors du tournoi, il dispute trois rencontres.
Le 4 novembre 2016, il est convoqué pour la première fois en équipe de Colombie par le sélectionneur national José Pékerman, pour des matchs des éliminatoires de la Coupe du monde 2018 contre le Chili et l'Argentine. 
Le 10 novembre 2016, il honore sa première sélection contre le Chili lors d'un match des éliminatoires de la Coupe du monde 2018. Il commence la rencontre comme titulaire, et sort du terrain à la 46e minute de jeu, en étant remplacé par Radamel Falcao. La rencontre se solde par un match nul et vierge (0-0). Il inscrit son premier doublé en sélection, le 14 novembre 2017 lors d'une victoire 4-0 contre la Chine.
Il est sélectionné par José Pékerman pour participer à la Coupe du Monde 2018. Lors du tournoi, il ne jouera qu'une minute, en rentrant en jeu à la 89ème pour Radamel Falcao face au Sénégal (victoire 1-0).

## Statistiques

### En club
| Saison                | Club                   | Championnat           | Championnat | Championnat | Coupe(s) nationale(s) | Coupe(s) nationale(s) | Compétition(s) continentale(s) | Compétition(s) continentale(s) | Compétition(s) continentale(s) | Ligue régional | Ligue régional | Coupe du mondedes clubs | Coupe du mondedes clubs | Total | Total |
| Saison                | Club                   | Division              | M.          | B.          | M.                    | B.                    | Comp.                          | M.                             | B.                             | M.             | B.             | M.                      | B.                      | M.    | B.    |
| 2011                  | Deportivo Cali         | Primera A             | -           | -           | 1                     | 0                     | -                              | -                              | -                              | -              | -              | -                       | -                       | 1     | 0     |
| 2011                  | Cúcuta Deportivo       | Primera A             | 5           | 0           | -                     | -                     | -                              | -                              | -                              | -              | -              | -                       | -                       | 5     | 0     |
| 2012                  | Cortuluá               | Primera B             | 22          | 4           | 5                     | 0                     | -                              | -                              | -                              | -              | -              | -                       | -                       | 27    | 4     |
| 2013                  | Cortuluá               | Primera B             | 11          | 4           | 4                     | 2                     | -                              | -                              | -                              | -              | -              | -                       | -                       | 15    | 6     |
| 2013                  | La Equidad (prêt)      | Primera A             | 2           | 4           | -                     | -                     | -                              | -                              | -                              | -              | -              | -                       | -                       | 2     | 4     |
| 2013-2014             | Livourne Calcio (prêt) | Serie A               | 8           | 0           | -                     | -                     | -                              | -                              | -                              | -              | -              | -                       | -                       | 8     | 0     |
| 2014                  | Olimpo (prêt)          | Primera División      | 16          | 3           | -                     | -                     | -                              | -                              | -                              | -              | -              | -                       | -                       | 16    | 3     |
| 2015                  | Santa Fe               | Primera A             | 33          | 10          | 5                     | 0                     | CL+CS                          | 4+7                            | 0                              | -              | -              | -                       | -                       | 49    | 10    |
| 2016                  | Cortuluá               | Primera A             | 21          | 19          | 3                     | 3                     | -                              | -                              | -                              | -              | -              | -                       | -                       | 24    | 22    |
| 2016                  | Atlético Nacional      | Primera A             | 7           | 1           | 6                     | 5                     | CL+CS                          | 4+8                            | 5+6                            | -              | -              | 2                       | 0                       | 27    | 17    |
| 2017                  | Palmeiras              | Serie A               | 21          | 6           | 4                     | 0                     | CL                             | 7                              | 0                              | 8              | 4              | -                       | -                       | 40    | 10    |
| 2018                  | Palmeiras              | Serie A               | -           | -           | -                     | -                     | CL                             | 1                              | 1                              | 9              | 6              | -                       | -                       | 10    | 7     |
| Total sur la carrière | Total sur la carrière  | Total sur la carrière | 146         | 51          | 28                    | 10                    | -                              | 31                             | 12                             | 17             | 10             | 2                       | 0                       | 224   | 83    |

### En sélection nationale
| Saison                | Sélection             | Phases finales        | Phases finales | Phases finales | Phases finales | Éliminatoires CDM | Éliminatoires CDM | Éliminatoires CDM | Matchs amicaux | Matchs amicaux | Matchs amicaux | Total | Total | Total |
| Saison                | Sélection             | Compétition           | M              | B              | Pd             | M                 | B                 | Pd                | M              | B              | Pd             | M     | B     | Pd    |
| --------------------- | --------------------- | --------------------- | -------------- | -------------- | -------------- | ----------------- | ----------------- | ----------------- | -------------- | -------------- | -------------- | ----- | ----- | ----- |
| 2016-2017             | Colombie              | -                     | -              | -              | -              | 2                 | 0                 | 1                 | 2              | 0              | 0              | 4     | 0     | 1     |
| 2017-2018             | Colombie              | Coupe du monde 2018   | 1              | 0              | 0              | 0                 | 0                 | 0                 | 3              | 2              | 0              | 4     | 2     | 0     |
| 2018-2019             | Colombie              | Copa América 2019     | -              | -              | -              | -                 | -                 | -                 | 2              | 1              | 0              | 2     | 1     | 0     |
| 2020-2021             | Colombie              | Copa América 2021     | 7              | 1              | 1              | 2                 | 1                 | 0                 | -              | -              | -              | 9     | 2     | 1     |
| 2021-2022             | Colombie              | -                     | -              | -              | -              | 7                 | 3                 | 0                 | 1              | 0              | 0              | 8     | 3     | 0     |
| 2023-2024             | Colombie              | Copa América 2024     | 2              | 1              | 0              | -                 | -                 | -                 | 1              | 0              | 0              | 3     | 1     | 0     |
| Total sur la carrière | Total sur la carrière | Total sur la carrière | 10             | 2              | 1              | 11                | 4                 | 1                 | 9              | 3              | 0              | 30    | 9     | 2     |

### Buts en sélection
Le tableau suivant liste les résultats de tous les buts inscrits par Miguel Borja avec l'équipe de Colombie.

## Palmarès

### En club
| Independiente Santa Fe (2) :                                                             | Atlético Nacional (2) :                                                               | SE Palmeiras (1) :                            | Atlético Junior (1) :                         | River Plate (2) :                                                                                 |
| ---------------------------------------------------------------------------------------- | ------------------------------------------------------------------------------------- | --------------------------------------------- | --------------------------------------------- | ------------------------------------------------------------------------------------------------- |
| - Copa Sudamericana (1) - Vainqueur : 2015 - Superliga Colombiana (1) - Vainqueur : 2015 | - Copa Libertadores (1) - Vainqueur : 2016 - Coupe de Colombie (1) - Vainqueur : 2016 | - Championnat du Brésil (1) - Champion : 2018 | - Superliga Colombiana (1) - Vainqueur : 2020 | - Championnat d'Argentine (1) - Champion : 2023 - Supercoupe d'Argentine (1) : - Vainqueur : 2023 |

### En sélection
- Vainqueur du Championnat de la CONMEBOL des moins de 20 ans en 2013

### Distinctions personnelles
- Meilleur buteur du Championnat de Colombie en Ouv. 2016 (19 buts)
- Meilleur buteur de la Copa Sudamericana en 2016 (6 buts)
- Meilleur buteur de la Coupe de Colombie en 2016 (8 buts)